# Стефан Базерковски
Стефан Базерковски с псевдоним Лански е югославски партизанин, деец на комунистическата съпротива във Вардарска Македония.

## Биография
Роден е през 1921 година в град Прилеп. През 1940 година става член на СКМЮ, а от следващата и на ЮКП. През септември-октомври 1941 година влиза в Прилепската партизанска чета, а след това от октомври до декември е в Прилепския партизански отряд Гоце Делчев. След като отряда се разформирова заминава по партийни поръчения в Скопие. По-късно отново се връща и става интендант на Велешко-прилепски народоосвободителен партизански отряд „Димитър Влахов“, а от май 1942 година влиза в рамките на Прилепски народоосвободителен партизански отряд „Гьорче Петров“. Убит е на 20 декември 1942 година в битка с български военни части и полиция.